# انتقال انرژی الکتریکی

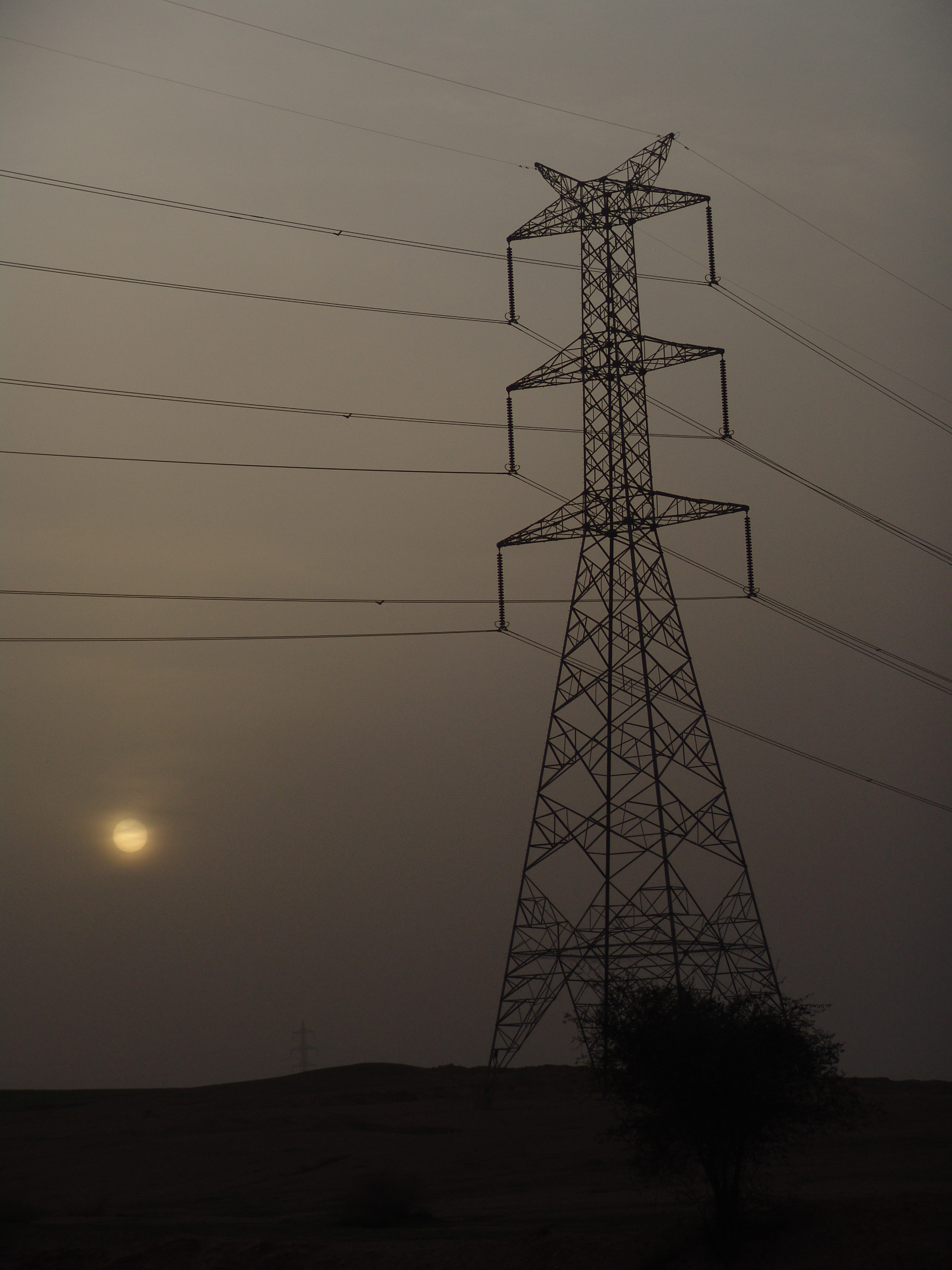
یک خط انتقال دو مداره ۴۰۰ کیلوولت در ایران

فرایند جابجایی توان الکتریکی را انتقال انرژی الکتریکی گویند. این فرایند معمولاً شامل انتقال انرژی الکتریکی از مولد یا تولیدکننده به پست⁯های توزیع نزدیک شهرها یا مراکز تجمع صنایع است و از این پس یعنی تحویل انرژی الکتریکی به مصرف‌کننده‌ها در محدوده توزیع انرژی الکتریکی است. انتقال انرژی الکتریکی به ما اجازه می⁯دهد تا به سادگی و بدون پذیرفتن هزینه حمل سوخت⁯ها و همچنین جدای از آلودگی تولید شده از سوختن سوخت⁯ها در نیروگاه، از انرژی الکتریکی بهره بگیریم. در صورتی که در بسیاری از موارد انتقال منابع انرژی مانند باد یا آب سدها غیرممکن است و تنها راه ممکن انتقال انرژی الکتریکی است.
به علت زیاد بودن میزان توان مورد بحث، ترانسفورماتورها کمابیش در ولتاژهای بالایی کار می⁯کنند (۱۱۰ کیلوولت یا بیشتر). انرژی الکتریکی معمولاً در فواصل دراز به وسیله خطوط هوایی انتقال می⁯ یابد. از خطوط زیر زمینی فقط در مناطق پرجمعیت شهری استفاده می⁯شود و این به دلیل هزینه بالای راه ⁯اندازی و نگه⁯داری و همچنین تولید توان راکتیو اضافی در این‌گونه خطوط است.
امروزه خطوط انتقال ولتاژ، بیشتر شامل خطوطی با ولتاژ بالاتر از ۱۱۰ کیلوولت می‌شوند. ولتاژهای کمتر، نظیر ۳۳ یا ۶۶ کیلوولت به ندرت و برای تغذیه بارهای روشنایی در مسیرهای طولانی مورد استفاده قرار می‌گیرند. ولتاژهای کمتر از ۳۳ کیلوولت معمولاً برای توزیع انرژی الکتریکی مورد استفاده قرار می‌گیرند. از ولتاژهای بیشتر از ۲۳۰ کیلوولت با نام «ولتاژهای بسیار بالا» (extra high voltage) یاد می‌شود چراکه بیشتر تجهیزات مورد نیاز در این ولتاژها با تجهیزات ولتاژ پایین کاملاً متفاوتند.

## تاریخچه
در سال‌های آغازین بهره‌گیری از انرژی الکتریکی، انتقال توان با همان ولتاژ مصرف‌کننده‌ها انجام می‌گرفت و این به دلیل استفاده از توان الکتریکی به صورت DC بود، چراکه در آن زمان هیچ راهی برای افزایش ولتاژ DC وجود نداشت و از آنجا که انواع مختلف مصرف‌کننده‌ها مثل لامپ‌⁬ها یا موتورها نیازمند ولتاژهای مختلفی بودند برای هر یک باید از ژنراتوری جداگانه استفاده می⁬‌شد که این خود امکان استفاده از یک شبکه بزرگ برای تغذیه کلیه مصرف‌کننده‌ها را از بین می‌برد.
در جلسه گروه AIEE در ۱۶ می۱۸۸۸ نیکولا تسلا مقاله⁬ای را با نام «سیستم جدید موتورها و ترانسفورماتورهای متناوب» ارائه کرد و به بیان مزایای استفاده از این سیستم پرداخت. مدتی بعد شرکت «وستینگ هوس» پیشنهاد ساخت اولین سیستم جریان متناوب را داد.
با استفاده از ترانسفورماتور امکان اتصال مولدها به خطوط انتقال ولتاژ بالا و همچنین امکان اتصال خطوط ولتاژ بالا به شبکه‌⁬های محلی توزیع فراهم شد. با انتخاب فرکانسی مناسب امکان تغذیه انواع بارها از جمله روشنایی‌⁬ها و موتورها ایجاد می⁬‌شد. مبدل گردان و بعدها لامپ⁬‌های قوس جیوه و دیگر یکسوکننده⁬‌های جریان امکان اتصال مصرف‌کننده‌⁬های DC را با استفاده از یک نوع یکسو ساز به شبکه مهیا می‌ساختند. حتی مصرف‌کننده⁬‌های با فرکانس⁬‌های متفاوت هم می⁬توانستند با استفاده از مبدل‌های گردان به شبکه متصل شوند. با استفاده از نیروگاه‌⁬های متمرکز برای تولید برق همچنین امکان صرفه⁬‌جویی به وسیله تولید انبوه فراهم شد و ضریب بار در هر نیروگاه امکان تولید با راندمان بالاتر را نیز ایجاد کرد به‌طوری‌که امکان استفاده از برق با قیمت کمتری برای مصرف‌کننده⁬‌ها فراهم شد. بدین ترتیب امکان به وجود آمدن یک شبکه بزرگ برای تغذیه انواع مختلفی از مصرف‌کننده‌ها پدید آمد.
با استفاده از نیروگاه‌⁬های چند برابر بزرگ‌تر که به منطقه بزرگی اتصال داده شده بودند، قیمت تمام شده تولید برق کاهش یافت و امکان استفاده از نیروگاه⁬‌های با راندمان بالاتر فراهم شد که می⁬توانستند بارهای مختلف را تغذیه کنند. همچنین بدین ترتیب ثبات تولید برق افزایش پیدا کرد و هزینه سرمایه‌گذاری در این بخش کاهش یافت و در نهایت امکان استفاده از منابع انرژی دور افتاده مثل نیروگاه⁬‌های هیدروالکتریک یا زغال سنگ معادن دور دست، بدون نیاز به پرداخت هزینه حمل و نقل سوخت⁬‌ها فراهم شد.
در خطوط انتقال ابتدایی از مقره‌های «pin-and-sleeve» استفاده می‌شد. این مقره‌ها شبیه مقره‌هایی هستند که امروزه برای خطوط تلفن هوایی مورد استفاده قرار می‌گیرد. استفاده از این مقره‌ها دارای محدودیت بود چراکه تا ولتاژ ۴۰ کیلوولت قابل استفاده بودند. در سال ۱۹۰۷ ابداع مقره‌های بشقابی به وسیله هارولد باک (Harold W. Buck) از شرکت «Niagara Falls Power» امکان استفاده از مقره‌ها در ولتاژهای بالاتر را هم فراهم آورد به‌طوری‌که اولین خط انتقال برای مقادیر بالای انرژی الکتریکی در ایالات متحده بین نیروگاه هیدروالکتریک آبشار نیاگارا و «بافالو» در نیویورک به وجود آمد. هم‌اکنون تندیس نیکولا تسلا برای قدردانی از همکاری او در راه انتقال انرژی الکتریکی در کنار آبشار نیاگارا قرار دارد.
در طول قرن بیستم ولتاژ انتقال رفته رفته افزایش یافت. در سال ۱۹۱۴ پنجاه پنج خط انتقال با ولتاژ بیش از ۷۰ کیلوولت در حال استفاده بودند که در این میان بیشترین ولتاژ انتقال ۱۵۰ کیلوولت بود. اولین خط انتقال سه فاز نیز با ولتاژ ۱۱۰ کیلو در آلمان بین لاچهامر و ریزا در سال ۱۹۱۲ راه‌اندازی شد. در هفدهم آوریل ۱۹۲۹ اولین خط انتقال ۲۲۰ کیلوولت در آلمان به بهره‌برداری رسید که در مسیرش از نزدیکی چهار شهر عبور می‌کرد. در این خط دکل‌ها برای افزایش ولتاژ احتمالی تا ۳۸۰ کیلو ولت ساخته شده بودند. اولین خط انتقال ۳۸۰ کیلوولت در سال ۱۹۵۷ ساخته شد، ده سال بعد یعنی در سال ۱۹۶۷ اولین خط انتقال با ولتاژ بسیار بالای ۷۳۵ کیلوولت ساخته شد. در نهایت در سال ۱۹۸۲ در اتحاد جماهیر شوروی خط انتقالی با ولتاژ ۱۲۰۰ کیلوولت ساخته شد؛ این ولتاژ بیشترین ولتاژ مورد استفاده قرار گرفته در خطوط انتقال در جهان است. علت استفاده از چنین ولتاژ در شوروی پهناور بودن این کشور نسبت به تراکم شهرها بود.
شتاب بالای صنعتی شدن در قرن بیستم به سرعت انرژی الکتریکی را به یکی از زیر بناهای مهم اقتصادی در کشورهای صنعتی بدل کرد. بدین گونه ژنراتورهای محلی و شبکه‌های کوچک توزیع به سرعت جای خود را به شبکه‌های بزرگ تولید و انتقال انرژی دادند. با آغاز جنگ جهانی اول به شتاب این تغییرات افزوده شده و دولت‌ها به سرعت شروع به ساخت نیروگاه‌های بزرگ برای تولید انرژی الکتریکی مورد نیاز در کارخانه‌های اسلحه سازی کردند. بعدها از این نیروگاه‌ها برای تغذیه مصرف‌کننده‌های شهری استفاده شد.

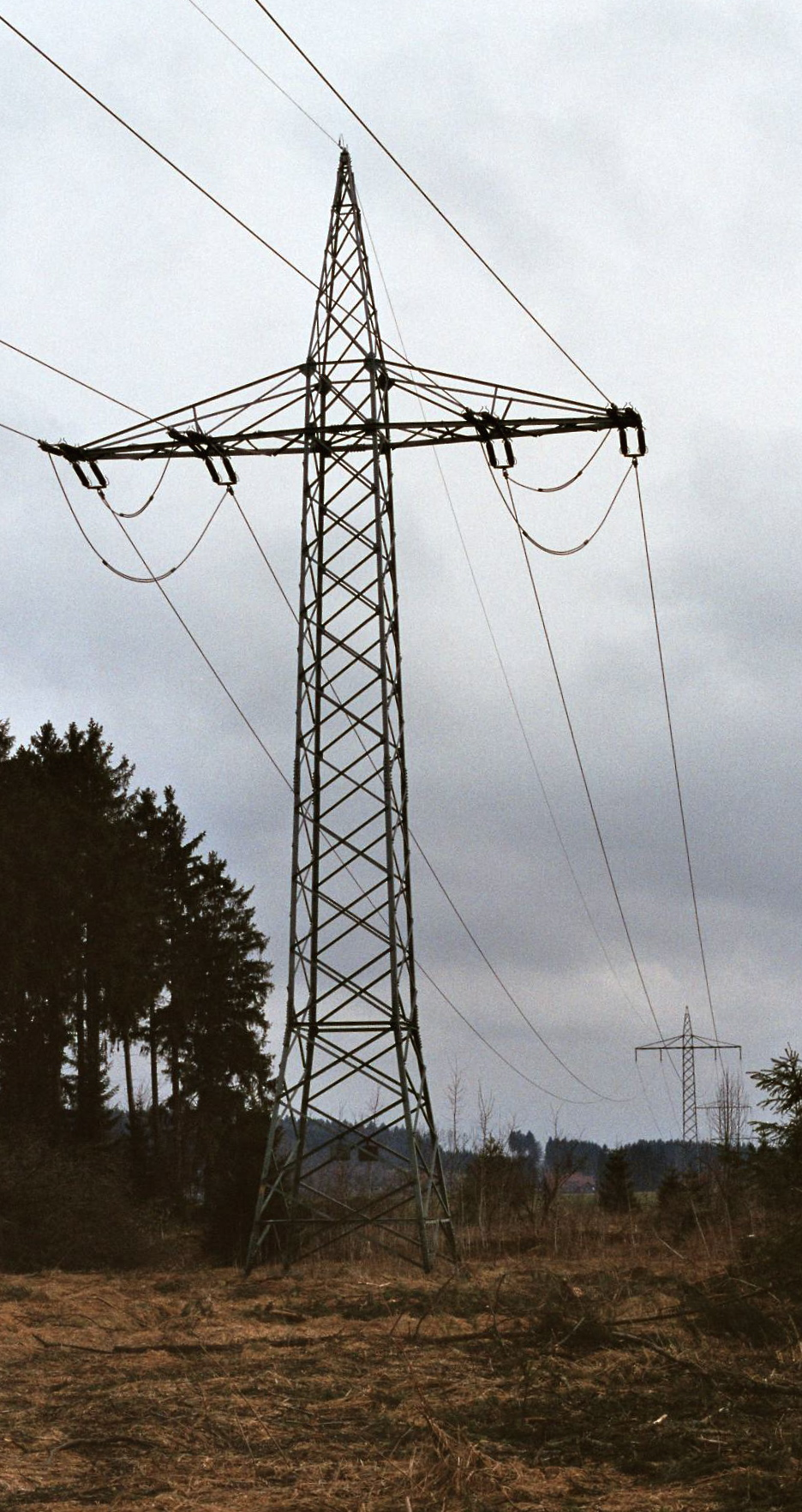
یک دکل برق برای انتقال برق AC به صورت تک فاز (110kv 16.67Hz) در آلمان

## انتقال انرژی در مقیاس‌های کلان
مهندسین طراح خطوط انتقال در محاسبات مربوط به طراحی این خطوط، میزان توان انتقال یافته را تا جای ممکن افزایش می‌دهند، البته ملاحظات و محدودیت‌هایی نیز مانند ایمنی شبکه، امکان گسترش شبکه، محدودیت‌های مربوط به مسیر و… در طراحی شبکه‌ها مدنظر قرار داده می‌شود.
راندمان خطوط انتقال با افزایش ولتاژ افزایش می‌یابد، چراکه این کار باعث کاهش یافتن جریان می‌شود. در انتقال توان با مقیاس زیاد راندمان دارای اهمیت بسیار بالایی است و تلفات بیشتر از استاندارد می‌تواند خسارت زیادی به یک شبکه وارد کرده یا حتی استفاده از آن را غیر اقتصادی کند و این اهمیت محاسبات و استانداردهای مربوط به تلفات را افزایش می‌دهد؛ بنابراین تلفات خطوط انتقال از پارامترهای اصلی محاسبات شبکه هستند.
به‌طور کلی شبکه انرژی الکتریکی از نیروگاه یا تولیدکننده، مدار یا شبکه انتقال و پست‌های تغییر ولتاژ تشکیل شده‌است. انرژی معمولاً در طول خطوط انتقال به صورت سه فاز AC جابه‌جا می‌شود. استفاده از جریان DC برای انتقال نیازمند تجهیزات پرهزینه برای تبدیل نوع جریان است. البته استفاده از این تجهیزات برای بعضی طرح‌های بزرگ قابل توجیه‌است. استفاده از انرژی الکتریکی به صورت تک فاز AC تنها در توزیع به مصرف‌کننده‌های خانگی و اداری کاربرد دارد چراکه در صنایع به دلیل استفاده از موتورهای سه فاز استفاده از انرژی الکتریکی به صورت سه فاز باصرفه‌تر است. البته استفاده از سیستم‌های با بیشتر از سه فاز نیز برای برخی کاربردهای خاص رایج است.

### توان ورودی شبکه
در نیروگاه‌ها توان الکتریکی با ولتاژ نسبتاً کمی (در نهایت ۳۰ کیلوولت) تولید می‌شود و سپس به وسیله ترانسفورماتورهای پست قدرت با توجه به طول مسیر و دیگر ملاحظات شبکه تا ولتاژی بین ۱۱۵ تا ۷۶۵ کیلوولت (در ایران این ولتاژ معمولاً ۴۰۰ کیلو ولت است) افزایش می‌یابد تا امکان انتقال آن در طول مسیرهای طولانی فراهم شود.

### خروجی شبکه انتقال
با نزدیک شدن خطوط انتقال به شهرها و مراکز تجمع جمعیت برای ایجاد ایمنی، ولتاژ در چند مرحله کاهش می‌یابد. مراحل کاهش یافتن ولتاژ در شبکه‌های استاندارد ایران به ترتیب از ۲۳۰/۴۰۰kV، ۱۳۲/۲۳۰kV، ۶۳/۱۳۲kV و ۲۰/۶۳kV است. در مرحله نهایی یا مرحله توزیع ترانسفورماتورهای توزیع ولتاژ را از ۲۰kV به برق مصرفی یا ۲۳۰/۴۰۰V ولت کاهش می‌دهند. در دیگر کشورها نیز ولتاژ مصرف‌کننده‌ها بین ۱۰۰ تا ۶۰۰ ولت است.

### محدودیت‌ها

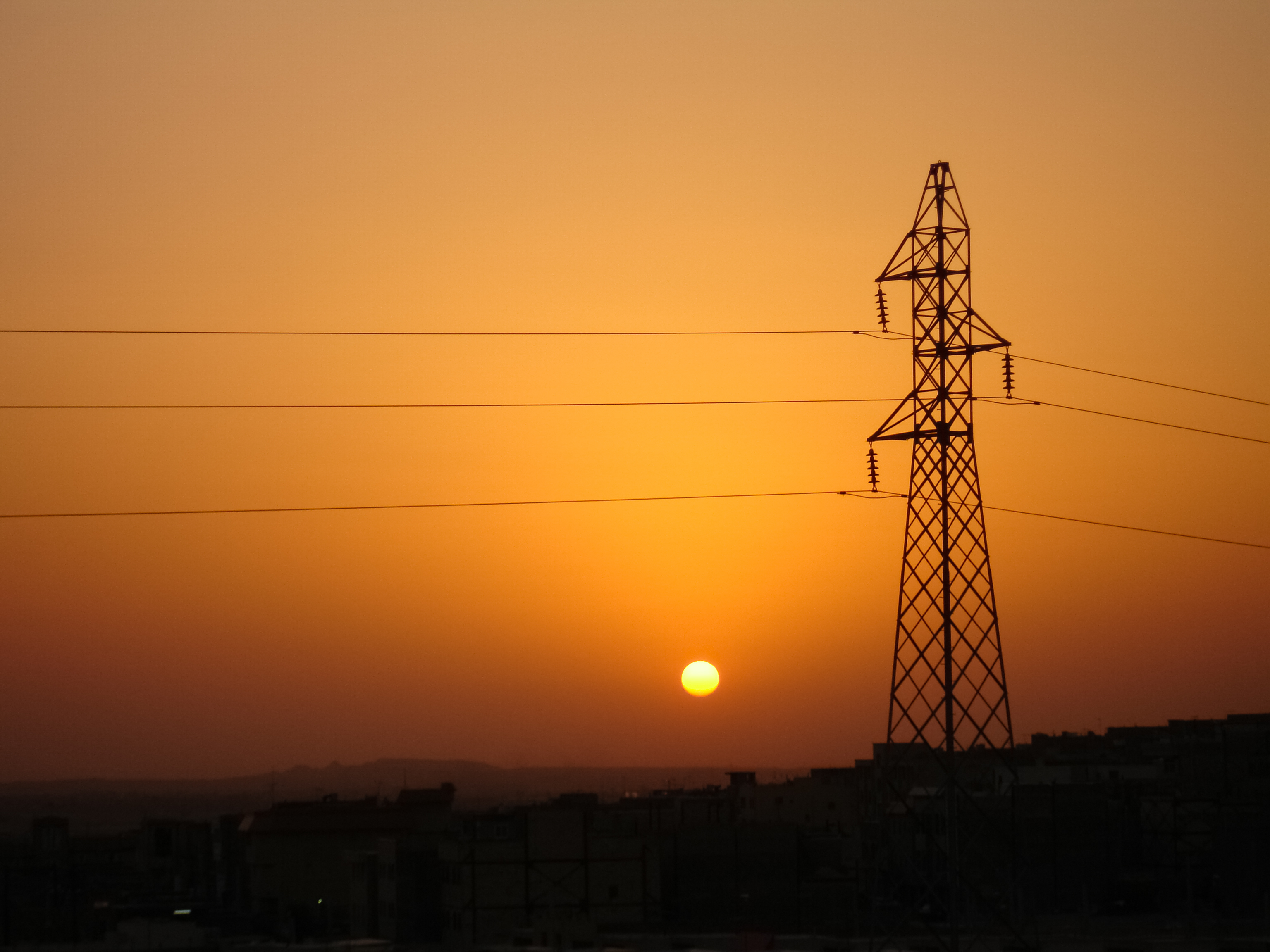
روش انتقال برق با سیم های مسی در ایران، که منجر افت فشار در مسافت های بسیار طولانی میشود.

مقدار توان قابل انتقال در یک خط انتقال یک مقدار محدود است و این محدودیت به ویژه با توجه به طول خط انتقال تغییر می‌کند. برای یک خط انتقال کوتاه حرارت تولید شده بر اثر عبور جریان محدودیتی را ایجاد می‌کند چراکه هرچه حرارت سیم‌ها بیشتر شود بیشتر خم می‌شوند و بیشتر به زمین نزدیک می‌شوند که این نزدیکی به زمین در نهایت می‌تواند خطر آفرین شود همچنین ممکن است هادی‌ها بر اثر عبور جریان بالا ذوب شوند.
برای خطوط انتقال با طول متوسط (حدود ۱۰۰ کیلومتر) محدودیت بیشتر دررابطه با میزان افت ولتاژ در طول خط است و در خطوط انتقال طولانی مهم‌ترین مسئله حفظ ثبات در شبکه‌است. زاویه بین فازها در یک سیستم سه فاز مقداری ثابت است که تغییر بیش از حد آن در قسمتی از شبکه می‌تواند به بی‌ثباتی در کل شبکه الکتریکی بینجامد و در طول خطوط انتقال بسیار طولانی اختلاف فاز با توجه به توان و تولید شبکه تغییر می‌کند و این نکته موجب محدودیت در میزان جریان قابل انتقال در یک خط طولانی انتقال خواهد شد. برای بهبود ضریب توان در طول خطوط انتقال از تجهیزات اصلاح ضریب توان مانند خازن‌ها استفاده می‌شود. در خطوط انتقال HVDC محدودیتی در رابطه با ضریب توان خط وجود ندارد و تنها محدودیت مربوط به افت ولتاژ و تلفات ژولی خط می‌شود.

## اچ‌وی‌دی‌سی
انتقال با جریان مستقیم یا اچ‌وی‌دی‌سی برای انتقال انرژی الکتریکی در مقیاس‌های بسیار بزرگ و در طول مسیرهای طولانی یا برای اتصال دو شبکه ناهماهنگ AC مورد استفاده قرار می‌گیرد. زمانی که انتقال انرژی الکتریکی باید در مسیرهای طولانی صورت گیرد، انتقال به صورت DC به علت کمتر بودن تلفات اقتصادی‌تر است. در این حالت کاهش تلفات و هزینه‌های مربوط به آن می‌تواند هزینه تبدیل انرژی الکتریکی از AC به DC را جبران کند.
از دیگر مزایای استفاده از با ثبات کردن دو شبکه اتصال AC متفاوت است. در صورتی که دو شبکه AC متفاوت برای مثال متعلق به دو کشور متفاوت به هم اتصال پیدا می‌کنند به علت ناهماهنگی شبکه‌ها ممکن است این اتصال با مشکلاتی نظیر ایجاد بی‌ثباتی در شبکه همراه باشد اما با استفاده از سیستم اچ‌وی‌دی‌سی این مشکل بر طرف خواهد شد، بدین ترتیب که در کشور فروشنده انرژی، انرژی الکتریکی به صورت DC درآمده و پس از طی مسیر انتقال در کشور مصرف‌کننده دوباره به صورت AC بازمی‌گردد.

## خط انتقال هوایی
خط انتقال هوایی نوعی از خط انتقال است که در آن از دکل‌ها و تیرها برای نگه داشتن کابل‌ها بالای سطح زمین استفاده می‌شود. از آنجایی که در این‌گونه خطوط از هوا به عنوان عایق کابل‌ها استفاده می‌شود این روش انتقال یکی از کم هزینه‌ترین و رایج‌ترین روش‌های انتقال است. دکل‌ها و تیرهایی که برای نگهداشتن کابل‌ها استفاده می‌شود می‌توانند از جنس چوب، فولاد، بتون، آلومینیوم و در برخی موارد پلاستیک مسلح باشند. به‌طور کلی کابل‌ها مورد استفاده در خطوط هوایی از جنس آلومینیوم هستند (که البته با نواری از فولاد در داخل مسلح شده‌اند). از کابل‌های مسی در برخی خطوط انتقال ولتاژ متوسط و ولتاژ پایین و محل اتصال به مصرف‌کننده استفاده می‌شود.

## حریم خطوط انتقال نیروی برق و انواع آن
در صنعت برق حریم خطوط برق عبارت است از محدوده فرضی در طرفین مسیر خطوط انتقال نیروی برق که به منظور حفظ و نگهداری خطوط جهت تداوم برق رسانی و همچنین پیشگیری از آسیب‌های انسانی ناشی از تشعشعات برق تعیین می‌شود. رعایت این حریم برای کلیه اشخاص ضروری است. حریم خطوط برق از نظر فنی از ۳ عامل مغناطیسی، مکانیکی و الکتریکی ناشی می‌شود و میزان و نحوه تعیین حریم خطوط انتقال نیروی برق در کشورهای مختلف متفاوت است و در هر کشور فواصل متفاوتی با توجه به عوامل دخیل در تعیین حریم وضع شده‌است. در ایران میزان حریم خطوط انتقال و توزیع نیروی برق بر اساس تصویب‌نامه شماره۲۹۰۵۲ مورخ۱۳۷۴/۱۰/۸ تعیین شده‌است. خطوط انتقال نیروی برق دو سطح حریم درجه یک و حریم درجه دو دارند.
الف) حریم درجه یک
حریم درجه یک محدوده ای نواری به موازات خطوط انتقال برق است که در عرض آن در انواع شبکه انتقال و توزیع متفاوت است. این حریم در دو طرف شبکه تعیین می‌شود. حریم درجه یک مخصوص نقاط شهری است و حداقل حریم لازم برای خطوط انتقال برق محسوب می‌شود. در حریم درجه یک هر گونه عملیات ساختمانی و ایجاد تأسیسات مسکونی و دامداری یا باغ درخت کاری، انبار داری و دیوار کشی تا هر ارتفاعی ممنوع است.
ایجاد زراعت فصلی و سطحی و حفر چاه و قنوات و راهسازی و شبکه آبیاری مشروط بر اینکه سبب ایجاد خسارت برای تأسیسات خطوط انتقال نگردد، بلامانع است. در ضمن در مورد حفر چاه و قنوات و راهسازی باید قبل از عملیات از مسئولان خطوط انتقال نیروی برق راهنمایی لازم خواسته شود و اجازه کتبی کسب گردد.
ب) حریم درجه دو
حریم درجه دو با عرض بیشتری نسبت به حریم درجه یک بعد از حریم درجه یک در هر دو طرف خطوط انتقال برق قرار می‌گیرد. این حریم مخصوص مناطق خارج از حریم شهرها است. در حریم درجه دو فقط ایجاد تأسیسات ساختمانی اعم از مسکونی و صنعتی و مخازن سوخت تا هر ارتفاعی ممنوع می‌باشد.
حریم کابل‌های زیرزمینی که در معابر و راه‌ها گذارده می‌شود، در هر طرف نیم متر از محور کابل و تا ارتفاع دو متر از سطح زمین خواهد بود و در مواردی که کابل با سایر تأسیسات شهری از قبیل لوله‌کشی آب و فاضلاب، کابل تلفن و نظایر آن تقاطع نماید، استانداردهای متداول شبکه‌های انتقال و توزیع برق باید رعایت شود.

### حریم خطوط شبکه برق در حاشیه راه‌ها
حریم خطوط برق به اصطلاح فشار متوسط ۲۰کیلوولت طی استعلام اخذ شده از سیم بیرونی ۵ متر بوده و در داخل شهر۲/۲۰ می‌باشد.
حریم خطوط برق فشار ضعیف که معمولاً در راستای تیر نصب می‌شود دارای حریم۱/۳ متر می‌باشد.

### قوانین حریم راه در خصوص شبکه‌های برق
. قانون عدم پرداخت حق انشعاب برق و بهای برق برای وزارت راه و ترابری
برابر ماده۵۴ قانون تنظیمی بخشی از مقررات دولت (وزارت راه و ترابری از پرداخت هزینه حق انشعاب برق و بهای برق مصرفی برای روشنایی و تهویه تونل‌ها و چراغهای ویژه مه گیر، چراغ چشمک زن در طول راه‌های کشور و روشنایی مساجد بین راهی معاف است)
. ممنوعیت عبور کابل ۲۰ کیلوولت از داخل تونل‌ها وزارت راه و شهرسازی
به دلیل امکان برخورد و تصادف وسایل نقلیه و بار که خطرات جانی و مالی را درپی خواهد داشت.